# Arampampa
Arampampa ist eine Ortschaft im Departamento Potosí im südamerikanischen Anden-Staat Bolivien.

## Lage im Nahraum
Arampampa ist die Hauptstadt der Provinz Bernardino Bilbao und zentraler Ort des Municipio Arampampa. Sie liegt auf einer fruchtbaren Hochfläche in einer Höhe von 3072 m, drei Kilometer nördlich des Río Kicha Kicha, der zehn Kilometer unterhalb der Stadt in den Río Caine mündet, den Oberlauf des bolivianischen Río Grande.

## Geographie
Arampampa liegt in der bolivianischen Cordillera Central im Übergangsbereich zum bolivianischen Tiefland. Das Klima der Region ist ein typisches Tageszeitenklima, bei dem die mittlere Temperaturschwankung im Tagesverlauf deutlicher ausfällt als im Verlauf der Jahreszeiten.
Die mittlere Durchschnittstemperatur der Region liegt bei etwa 14–15 °C (siehe Klimadiagramm Arampampa) und schwankt nur unwesentlich zwischen knapp 11 °C im Juni und Juli und knapp 17 °C im November und Dezember. Der Jahresniederschlag beträgt gut 500 mm und weist eine ausgeprägte Trockenzeit von April bis Oktober mit Monatsniederschlägen von 0 bis 20 mm auf, nur in der kurzen Feuchtezeit von Januar bis Februar fallen 100 bis 140 mm Monatsniederschlag.

## Verkehrsnetz
Arampampa liegt verkehrsmäßig ungünstig in der äußersten Nordost-Ecke des Departamentos Potosí, in einer Entfernung von 92 Straßenkilometern südlich der Großstadt Cochabamba, Hauptstadt des Nachbar-Departamentos Cochabamba und 662 Kilometer entfernt von der Departamento-Hauptstadt Potosí.
Von Arampampa aus führt eine Straßenverbindung fünfzehn Kilometer bis in das tief eingeschnittene Tal des Río Caine, der hier in südöstlicher Richtung ins bolivianische Tiefland fließt. An der Mündung des Río Chincari durchquert die Straße den Río Caine auf einer Höhe von 2300 m, um sich anschließend vorbei an der Ortschaft Izata auf mehr als 3300 m emporzuwinden und über die Stadt Tarata nach Cochabamba zu führen.
In Cochabamba trifft die Landstraße von Tarata auf die Nationalstraße Ruta 4, die 210 Kilometer in westlicher Richtung bis Caracollo führt, wo sie auf die Nord-Süd-Magistrale Ruta 1 trifft. Von hier aus sind es noch einmal 360 Kilometer auf der Ruta 1 in südlicher Richtung bis Potosí.

## Bevölkerung
Die Einwohnerzahl der Ortschaft ist in den vergangenen beiden Jahrzehnten um etwa die Hälfte angestiegen:
| Jahr | Einwohner | Quelle       |
| ---- | --------- | ------------ |
| 1992 | 449       | Volkszählung |
| 2001 | 552       | Volkszählung |
| 2012 | 659       | Volkszählung |
| 2024 |           | Volkszählung |

## Söhne und Töchter des Ortes
- General Bernardino Bilbao Rioja (1895–1983), Namensgeber der Provinz, wurde in Arampampa geboren.